# Thomas Hoepker
Thomas Hoepker, né Höpker le 10 juin 1936 à Munich en Bavière (Allemagne) et mort le 10 juillet 2024 à Santiago (Chili), est un photographe, photojournaliste et documentariste allemand, membre à partir de 1989 de l'agence Magnum, dont il est président de 2003 à 2006. 
Il est notamment connu par ses reportages de photos en couleur au style caractéristique, publiés dans les magazines Stern et GEO, et aussi pour ses photos de la destruction World Trade Center, à la suite des attentats du 11 septembre 2001.

## Biographie
Après avoir étudié l'histoire de l'art et l'architecture, Thomas Hoepker commence à s'intéresser à la photographie à la fin des années 1950. Il est engagé comme photographe, en 1960, par le Münchner Illustrierte. Il rejoint l'équipe du magazine Stern en 1964.
De 1978 à 1981, il est directeur de la photographie de l'édition américaine du magazine GEO, et de 1987 à 1989 il travaille comme directeur artistique de Stern à Hambourg.
En 1989, il devient membre de l'Agence Magnum, qui distribuait déjà son travail depuis 1964.

Thomas Hoepker ne se considère pas comme un artiste, il déclare : 

« Je ne suis pas un artiste. Je suis un faiseur d'images. »

## Expositions
- 1965 : Kunst und Gewerbe Museum, Hambourg, Allemagne
- 1976 : Rizzoli Gallery, New York et Rizzoli Gallery, Washington D.C., États-Unis
- 1985-1987 : Retrospective, exposition circulant dans 25 villes en Allemagne ;
- 1994 : The Maya Kunsthalle Cologne, Cologne, Allemagne
- 1995 : Retrospective, Claus Tebbe Gallery, Cologne, Allemagne
- 2006 : Photographien 1955-2005, Photomuseum, Munich, Allemagne
- 2014 : Heartland, Leica Gallery Prague, Prague[2]
- 2015 - 2016 : Ali and Beyond, Bildhalle, Zurich, Suisse[3]
- 2022 : Thomas Hoepker - DEAR MEMORIES, Bildhalle, Zurich, Suisse[4]

## Publications
- 1957 : Jugend in dieser Zeit, Steingrüben, Allemagne
- 1960 : Finnland, Terra Magica, Allemagne
- 1963 : Lebendiges Kiel, Presseamt der Stadt Kiel, Allemagne
- 1963 : Yatun papa. Father of the Indians. Dr. Theodor Binder, Kosmos, Allemagne
- 1967 : Horst Janssen, artist’s portraits, Galerie Brockstedt, Allemagne
- 1974 : Die Iren und ihre Lieder, Allemagne
- 1976 : Berliner Wände,  C. Hanser, Allemagne
- 1977 : Heinz Mack, Expedition in künstliche Gärten. Art in Desert and Ice, Sternbuch, Allemagne
- 1978 : Vienna, Time/Life books, Pays-Bas
- 1983 : Thomas Höpker (I Grandi Fotografi), Rizzoli, Italie
- 1983 : Die New York-Story, GEO Buch, Allemagne
- 1984 : Now! Überdosis New York/ HA Schult., Allemagne
- 1984 : Der Wahn vom Weltreich: Germany’s former Colonies, Sternbuch, Allemagne
- 1985 : Ansichten.Fotos von 1960 bis 1985, Braus, Heidelberg, Allemagne
- 1985 : Leben in der DDR. Life in East Germany, Sternbuch, Allemagne
- 1986 : Amerika: History of the discovery from Florida to Canada, Allemagne
- 1986 : HA Schult, New York ist Berlin, Allemagne
- 1987 : New Yorker: 50 unusual portraits, Stemmle, Schaffhausen, Allemagne
- 1988 : Rome, Hofmann & Campe, Allemagne
- 1989 : HA Schult, Fetisch Auto, Allemagne
- 1991 : Land of Enchantment, New Mexico, Philip-Morris books, Allemagne
- 1998 : Return of the Maya: Guatemala. A Tale of Survival, Henry Holt, États-Unis (ISBN 978-1-899235-81-0)
- 2005 : Thomas Hoepker, Photographien 1955-2005, Schirmer & Mosel, Allemagne.  (ISBN 978-3-8296-0219-8)
- 2013 : Thomas Hoepker, New York, teNeues, Allemagne.  (ISBN 978-3-8327-9712-6)
- 2013 : Heartland, Peperoni, Berlin, Allemagne.  (ISBN 978-3-94182-545-1)

## Filmographie
- 1974 : The Village Arabati
- 1998 : Death in a Cornfield
- 2000 : Robinson Crusoe Island
- 2003 : Easter Island
- 2005 : Ice-cold Splendor

## Récompenses et distinctions
- 1968 : Prix culturel de la Société allemande de photographie
- 1999 : 1er Prix pour Death in a Cornfield, un téléfilm documentaire sur le Guatemala, décerné par le ministère allemand pour l'aide humanitaire
- 2015 : Prix Leica Hall of Fame